# José da Silva Maia
José da Silva Maia ou também José da Silva Maya em português arcaico (Ilha Terceira, Açores, Portugal, 9 de maio de 1857 -?) foi um político, juiz e bacharel português.

## Biografia
Foi formado bacharel em direito pela Universidade de Coimbra, e professor provisório do liceu de Angra do Heroísmo desde 1883, e secretário do mesmo liceu desde o falecimento de seu pai, José Francisco Maia, em 1887, professor que foi das línguas francesa e inglesa.
Exerceu os cargos de juiz, e 1.° substituto do juiz de direito, na comarca de Angra do Heroísmo. Foi vogal efectivo do conselho de Distrito de Angra do Heroísmo, vogal da Junta Geral de Angra do Heroísmo e vereador da Câmara Municipal de Angra do Heroísmo.